# Gilman (Wisconsin)
Gilman ist eine Gemeinde (mit dem Status „Village“) im Taylor County im US-amerikanischen Bundesstaat Wisconsin. Im Jahr 2010 hatte Gilman 410 Einwohner.

## Geografie
Gilman liegt im mittleren Norden Wisconsins beiderseits des Yellow River, der über den Chippewa River zum Stromgebiet des Mississippi gehört. 
Die geografischen Koordinaten von Gilman sind 45°10′00″ nördlicher Breite und 90°48′27″ westlicher Länge. Das Stadtgebiet erstreckt sich über eine Fläche von 6,06 km² und wird im Norden und Nordwesten von der Town of Aurora sowie im Süden und Südosten von der Town of Ford umgeben, ohne einer davon anzugehören.
Nachbarorte von Gilman sind Hannibal (12 km nördlich), Lublin (17 km südöstlich), Thorp (24 km südlich), Cornell (27,3 km westlich) und Sheldon (28 km nordwestlich).
Die nächstgelegenen größeren Städte sind Eau Claire (88,3 km südwestlich), Rochester in Minnesota (232 km in der gleichen Richtung), die Twin Cities (Minneapolis und Saint Paul) in Minnesota (216 km westsüdwestlich), Duluth am Oberen See in Minnesota (267 km nordwestlich), Wausau (122 km ostsüdöstlich), Green Bay am Michigansee (271 km in der gleichen Richtung), Wisconsins größte Stadt Milwaukee (410 km südöstlich) und Wisconsins Hauptstadt Madison (330 km südsüdöstlich).

## Verkehr
Der Wisconsin State Highway 64 verläuft in West-Ost-Richtung als Hauptstraße durch Gilman. Alle weiteren Straßen sind untergeordnete Landstraßen, teils unbefestigte Fahrwege sowie innerörtliche Verbindungsstraßen.
Durch Gilman verläuft in Nordwest-Südost-Richtung eine Eisenbahnlinie für den Frachtverkehr der Canadian National Railway (CN).
Mit dem Cornell Municipal Airport befindet sich 23,7 km westlich ein kleiner Flugplatz. Der nächstgelegene Regionalflughafen ist der Chippewa Valley Regional Airport in Eau Claire (83,3 km südwestlich). Der nächste Großflughafen ist der Minneapolis-Saint Paul International Airport (231 km westsüdwestlich).

## Bevölkerung
Nach der Volkszählung im Jahr 2010 lebten in Gilman 410 Menschen in 187 Haushalten. Die Bevölkerungsdichte betrug 67,7 Einwohner pro Quadratkilometer. In den 187 Haushalten lebten statistisch je 2,06 Personen. 
Ethnisch betrachtet bestand die Bevölkerung mit zwei Ausnahmen nur aus Weißen. Unabhängig von der ethnischen Zugehörigkeit waren 0,5 Prozent der Bevölkerung spanischer oder lateinamerikanischer Abstammung. 
21,7 Prozent der Bevölkerung waren unter 18 Jahre alt, 51,0 Prozent waren zwischen 18 und 64 und 27,3 Prozent waren 65 Jahre oder älter. 51,0 Prozent der Bevölkerung waren weiblich.
Das mittlere jährliche Einkommen eines Haushalts lag bei 24.583 USD. Das Pro-Kopf-Einkommen betrug 20.085 USD. 23,8 Prozent der Einwohner lebten unterhalb der Armutsgrenze.